# Иван Костић
Иван Костић (Београд, 8. јануар 1988) је српски одбојкаш. Висок је 192 cm и игра на позицији техничара у Партизану из Београда.

## Играчка каријера

### Клупска каријера
Костић је први техничар и капитен Партизана, са којим је освојио титулу првака Србије (2010/11).

### Репрезентативна каријера
Играо је за јуниорску репрезентацију Србије, али га у сениорском саставу није било, све до 2015, када га је селектор Никола Грбић уврстио на списак за наступ у Свјетској лиги. Наметнуо се искуством, па је, као резервни техничар, отпутовао и у Рио де Жанеиро, на завршни турнир поменутог такмичења, на ком је освојена сребрна медаља.